# John Barber (ingegnere)
John Barber (Greasley, 1734 – Nuneaton, 6 novembre 1801) è stato un ingegnere inglese, noto per aver brevettato la prima turbina a gas.

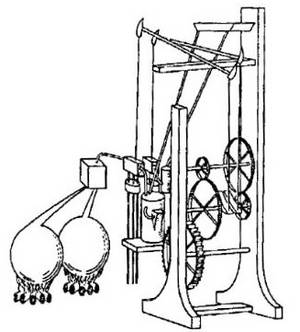
Disegno della prima turbina a gas

Dopo aver vissuto a Neuton e successivamente ad Attleborough, tra il 1766 e il 1792 brevettò numerose invenzioni, di cui la più notevole resta la turbina a gas. Anche se non poté realizzarla ne descrisse in dettaglio il principio.
Il brevetto venne infatti rilasciato in Inghilterra nel 1791, tuttavia la turbina di Barber raggiunge a stento un prodotto netto di valore positivo. Questo fu comunque il primo dei brevetti sulle turbine a gas, da cui tutte le altre derivarono. Solo successivamente, quasi un secolo dopo, prima con il brevetto di Mennons nel 1961 e Franz Stolze nel 1972, si progetteranno turbine con valori di rendimento positivi.

## La turbina a gas
Col brevetto inglese numero 1833 (Obtaining and Applying Motive Power, & c. A Method of Rising Inflammable Air for the Purposes of Procuring Motion, and Facilitating Metallurgical Operations), Barber gettò le basi di tutte le caratteristiche principali che avrebbero poi portato al successo le turbine a gas, non ultimo il concetto di rotazione delle pale. Il pensiero di Barber era creare un metodo di trasporto senza cavalli, che comprendeva un compressore, una camera di combustione e una turbina.
La turbina di Barber era studiata per funzionare con gas ottenuto da legno, carbone, olio e altre sostanze. Tale gas sarebbe stato convogliato in serpentine e poi raffreddato. L'aria e il gas venivano compressi in cilindri differenti e iniettati in una camera di combustione. Il composto di gas scaldato veniva immesso nella camera con le pale da muovere. L'acqua veniva iniettata alla bocca della camera di combustione per raffreddamento e per aumentare il volume dei gas.
L'idea di Barber venne ritenuta ottima, ma non praticabile a causa della tecnologia dell'epoca che impediva la produzione di potenza sufficiente per comprimere i gas e ricavare lavoro utile contemporaneamente. 
Le prime turbine industriali furono costruite nei primi anni del Novecento a Parigi.
L'applicazione principale delle turbine a gas è la produzione di energia elettrica.